# إسحاق أوتشي
إسحاق أوتشي (بالإنجليزية: Isaac Uche) هو منافس ألعاب قوى نيجيري، ولد في 10 أبريل 1981.

## وصلات خارجية
- إسحاق أوتشي على موقع الاتحاد الدولي لألعاب القوى (الإنجليزية)